# Коновалов, Александр Петрович
Алекса́ндр Петро́вич Конова́лов (14 (26) апреля 1812 год, деревня Вонячки, Кинешемский уезд, Костромская губерния, Российская империя — 31 июля (12 августа) 1889 год, село Бонячки, Кинешемский уезд, Костромская губерния, Российская империя) — российский предприниматель, купец 1-й гильдии, коммерции советник, потомственный почётный гражданин. Являлся видным деятелем промышленной и общественной жизни Костромской губернии и Кинешемского уезда. Руководил и развивал крупное текстильное предприятие, основанное его отцом, Петром Кузьмичом Коноваловым. Получил известность также благодаря своей благотворительной и общественной деятельности, которая была направлена на развитие образования, улучшение социальной сферы и церковное строительство в родном крае.

## Биография

### Происхождение и начало семейного дела
Родился Александр Петрович Коновалов 14 (26) апреля 1812 года в деревне Вонячки (впоследствии село Бонячки, ныне часть города Вичуга) Кинешемского уезда Костромской губернии. Его отец, Пётр Кузьмич Коновалов, был крепостным крестьянином помещика Хрущёва; мать — Евдокия Иванова. Пётр Кузьмич освободился от крепостной зависимости не позднее 1827 года и, предположительно, принимал существенное участие в строительстве каменного Покровского храма в селе Хреново, построенного в 1828 году. При этом храме возник некрополь семей фабрикантов Коноваловых и Разорёновых, где и был похоронен Пётр Кузьмич.
Ещё в начале XIX века Пётр Кузьмич занялся предпринимательской деятельностью, организуя раздачу пряжи крестьянам для ручного ткачества. В 1812 году, одновременно с рождением сына Александра, им было основано в Вонячках небольшое сновально-красильное заведение, где применялся наёмный труд. Первоначально производство осуществлялось вручную, однако к 1830-м годам предприятие было расширено: установлены конные приводы и голландры. К 1841 году фабрика Петра Коновалова производила разнообразный ассортимент хлопчатобумажных тканей, включая миткаль, коленкор, канифас, а также столовое бельё и нанка. Реализация продукции осуществлялась по всей территории России, также товары экспортировались в Сибирь, на Кавказ, в Среднюю Азию и Китай. Через агента в Петербурге часть продукции отправлялась за границу. За высокое качество изделия фабрики неоднократно удостаивались наград, в том числе права использовать изображение Государственного герба. К середине XIX века семейное предприятие Коноваловых превратилось в крупное торгово-промышленное дело.

### Руководство фабрикой и её модернизация
Александр Петрович Коновалов фактически приступил к управлению семейным предприятием с 1849 года. Унаследовав от отца деловую хватку и энергию, он к концу 1850-х годов, после выкупа долей у наследников своих братьев, стал единоличным владельцем фабрики.
Под управлением Александра Петровича предприятие претерпело значительную модернизацию и расширение. В середине 1850-х годов, в 1857 году, он одним из первых в Вичугском крае внедрил на фабрике паровую машину — вторую в Костромской губернии. В новом ткацком корпусе были размещены механические станки, закупленные в Англии. Для отбелки тканей в 1870 году была построена и запущена новая фабрика в селе Каменка, находившемся в 25 верстах от Бонячек. В результате проведённых улучшений и расширения производства стоимость выпускаемой продукции увеличилась с 50 тысяч рублей в год при отце до более чем двух миллионов рублей к 1880 году. К этому периоду на фабрике было занято 2200 человек, и ещё около 2000 крестьян в окрестных деревнях выполняли надомную работу по обработке пряжи для фабрики.
Александр Петрович Коновалов был одним из пионеров внедрения телефонной связи в российской провинции. 17 февраля (ст. стиль) 1887 года он подал ходатайство в земскую управу о разрешении на прокладку 25-вёрстной телефонной линии между его фабриками в Бонячках и Каменке. После того как дознание управы не выявило препятствий, линия, предположительно, была построена в том же году. Таким образом, телефонная связь на предприятиях Коновалова появилась одной из первых не только в Ивановском крае, но и в России в целом, одновременно с первым телефоном на Урале (на Воткинском заводе) и в Ташкенте, и раньше, чем во многих крупных городах, таких как Муром, Самара, Саратов и Минск. Эта инициатива способствовала дальнейшему развитию телефонизации в Кинешемском уезде. Предприятие Коновалова характеризовалось не только техническими инновациями и масштабами производства, но и вниманием к условиям труда и быта рабочих.

### Общественная деятельность и благотворительность
Александр Петрович Коновалов проявлял значительную заботу о социальных условиях жизни своих работников. Для них были возведены рабочие казармы, больница, родильный приют, общественная баня, детские ясли и убежище для престарелых и инвалидов. На территории фабрики также функционировала лавка, где продавались товары первой необходимости.
Продолжая семейные традиции церковного строительства, Александр Петрович внёс свой вклад в эту сферу. В 1871 году, после приобретения усадьбы Борщёвка, ранее принадлежавшей князьям Козловским, он благоустроил её, в частности, пристроив к Владимирской церкви приделы во имя святых Николая Чудотворца и Сергия Радонежского. В 1880 году в Бонячках на его средства была построена деревянная единоверческая Рождественская церковь. Ранее, в статье О. И. Захаровой, упоминалось, что в родном селе Бонячки Коновалов воздвиг каменный храм во имя Пресвятой Богородицы, что, вероятно, относится к другому храму или требует уточнения, так как источник о деревянной Рождественской церкви более конкретен по дате и типу.
Особое внимание предприниматель уделял сфере образования. Он одним из первых среди фабрикантов обратил внимание на положение детей, трудившихся на фабрике (их число достигало 200 человек в возрасте старше 12 лет). В 1878 году в Бонячках было открыто начальное народное училище для детей рабочих. Подростки, группами по 40-50 человек, обучались в свободное от работы время, по три часа в день. Училище принимало также детей из окрестных деревень, для которых были организованы столовая и спальные помещения. Спустя четыре года были открыты фабричная школа и ещё одно училище. Коновалов выступал почётным попечителем этих учебных заведений и полностью обеспечивал их содержание, предоставляя помещения, выплачивая жалованье учителям и снабжая учебными материалами. Детям бесплатно предоставлялись книги, бумага и другие принадлежности. На фабриках Коновалова был учреждён стипендиальный фонд для поддержки работников в обучении их детей, которые продолжали образование за пределами родных мест. Для взрослых рабочих при училище были организованы вечерние классы и общеобразовательные курсы, а также создан Народный дом. Александр Петрович активно содействовал распространению народного образования по всему Кинешемскому уезду.
Помимо производственной и благотворительной деятельности, Коновалов принимал активное участие в общественной жизни. В течение 15 лет он избирался гласным Кинешемского уездного земского собрания, состоял в различных комиссиях, избирался в губернские гласные и на протяжении двух сроков исполнял обязанности почётного мирового судьи.
Одним из наиболее значимых общественных дел Александра Петровича Коновалова стало его деятельное участие в осуществлении проекта железнодорожной линии от Иванова до Кинешмы. Эта железная дорога, открытая в 1871 году, сыграла ключевую роль в экономическом развитии Вичугского края и всего региона. В процессе обсуждения проекта существовало несколько вариантов трассировки, и, как отмечалось в юбилейном издании Товарищества мануфактур Коноваловых от 1912 года, Александру Петровичу «пришлось употребить все свое влияние, чтобы сплотить единомышленников и добиться осуществления того варианта, который был наиболее полезен для Вичугского района». Его усилия получили высокую оценку современников: в том же 1871 году большинство гласных Кинешемского уездного земского собрания направили ему благодарственное письмо за содействие в этом важном деле. Значение вклада Коновалова подтверждалось и позднее. Так, в марте 1888 года в письме от имени всех гласных Кинешемского уездного земского собрания отмечалось: «В капитальном вопросе, касающемся Кинешемского земства, — проведении Кинешемско-Ивановской железной дороги, Вы принимали большое и живое участие, которому более, чем всему другому, может быть и обязано Кинешемское земство осуществлению этого дела». Проведение этой железнодорожной ветки имело существенное значение не только для Вичуги и Кинешмы, но и для других населённых пунктов: село Иваново вскоре было преобразовано в город Иваново-Вознесенск (ныне Иваново), а Плёс, ранее бывший крупным речным портом, снабжавшим хлебом Иваново-Шуйский промышленный район, постепенно утратил своё прежнее экономическое значение, превратившись в дачно-курортную местность.

### Семья и последние годы
Александр Петрович Коновалов состоял в браке с Ириной Стефановной, дочерью шуйского купца С. Вахрина. В их семье родилось восемь детей. Известно, что старшая дочь, Александра, вышла замуж за кинешемского купца Ивана Александровича Миндовского. Сыновья Александра Петровича, Пётр и Иван, продолжили дело отца.
Скончался Александр Петрович Коновалов 31 июля (12 августа по новому стилю) 1889 года в возрасте 77 лет от старости и был погребён 3 (15) августа в селе Бонячки, в церковной ограде построенной им Богородицкой церкви (вероятно, речь идёт о Рождественской единоверческой церкви, либо это другой храм, требующий идентификации).
После его кончины управление предприятием перешло к сыну, Ивану Александровичу Коновалову. Он возглавил фирму и в 1897 году преобразовал её в паевое «Товарищество Мануфактур Ивана Коновалова с Сыном». В память об отце Иван Александрович в 1903 году построил каменный Воскресенский храм в Бонячках (известный как «Белая церковь») и богадельню при нём. Продолжая традиции новаторства, заложенные отцом и дедом, Иван Александрович уже в 1894 году оснастил новую прядильную фабрику электрическим освещением, что стало одним из первых подобных внедрений в текстильной промышленности региона.

## Память
Деятельность Александра Петровича Коновалова оставила значительный след в истории Вичугского края и Костромской губернии. Он вошёл в историю как рачительный хозяин, внёсший существенный вклад в индустриальное развитие региона, и как просвещённый предприниматель, который заботился о благосостоянии своих рабочих, содействовал развитию образования, церковному строительству и внедрению технических новшеств, таких как паровые машины и телефонная связь. Заложенные им традиции новаторства и благотворительности были продолжены его сыновьями, в частности, в строительстве храмов и внедрении электрического освещения на фабриках. Современники отмечали его щедрую благотворительность и широту души.
Характеризуя личность и деятельность Коноваловых, часто приводят слова из романа П.И. Мельникова-Печерского «В лесах», сказанные о его отце, Петре Кузьмиче: «Слыхал я про Коновалова; добром поминают его по всему околодку, по всем ближним и дальним местам; можно про такого человека сказать: сеял добро, посыпал добром, жал добро, оделял добром, и стало его имя честно и памятно в род и род».